# Rànquing d'universitats
Aquest rànquing d'universitats, o més detalladament "rànquing acadèmic d'universitats", són les llistes que classifiquen les universitats i institucions d'educació superior i investigació de tot el món. Aquesta classificació s'elabora aplicant una rigorosa metodologia científica de tipus bibliomètric que inclou uns criteris objectius, mesurables i reproduïbles.
L'objectiu d'aquestes llistes és fer públiques l'acompliment i qualitat relativa d'aquestes institucions. Els llistats són de dos tipus principals: 
- Globals, que tenen en compte dos o més criteris i generalment molts d'ells alhora.
- Específics, que s'elaboren tenint en compte una sola categoria i estan destinats a valorar uns determinats aspectes en els quals les institucions poden destacar individualment.

A més d'aquests llistats, darrerament n'han aparegut altres que són producte de criteris subjectius als que no se'ls té amb tanta consideració perquè presenten una manca de rigor. Estan basats fonamentalment en sondeigs d'opinió, reflectint per això, les opinions subjectives, les experiències personals i, possiblement, els prejudicis dels enquestats.

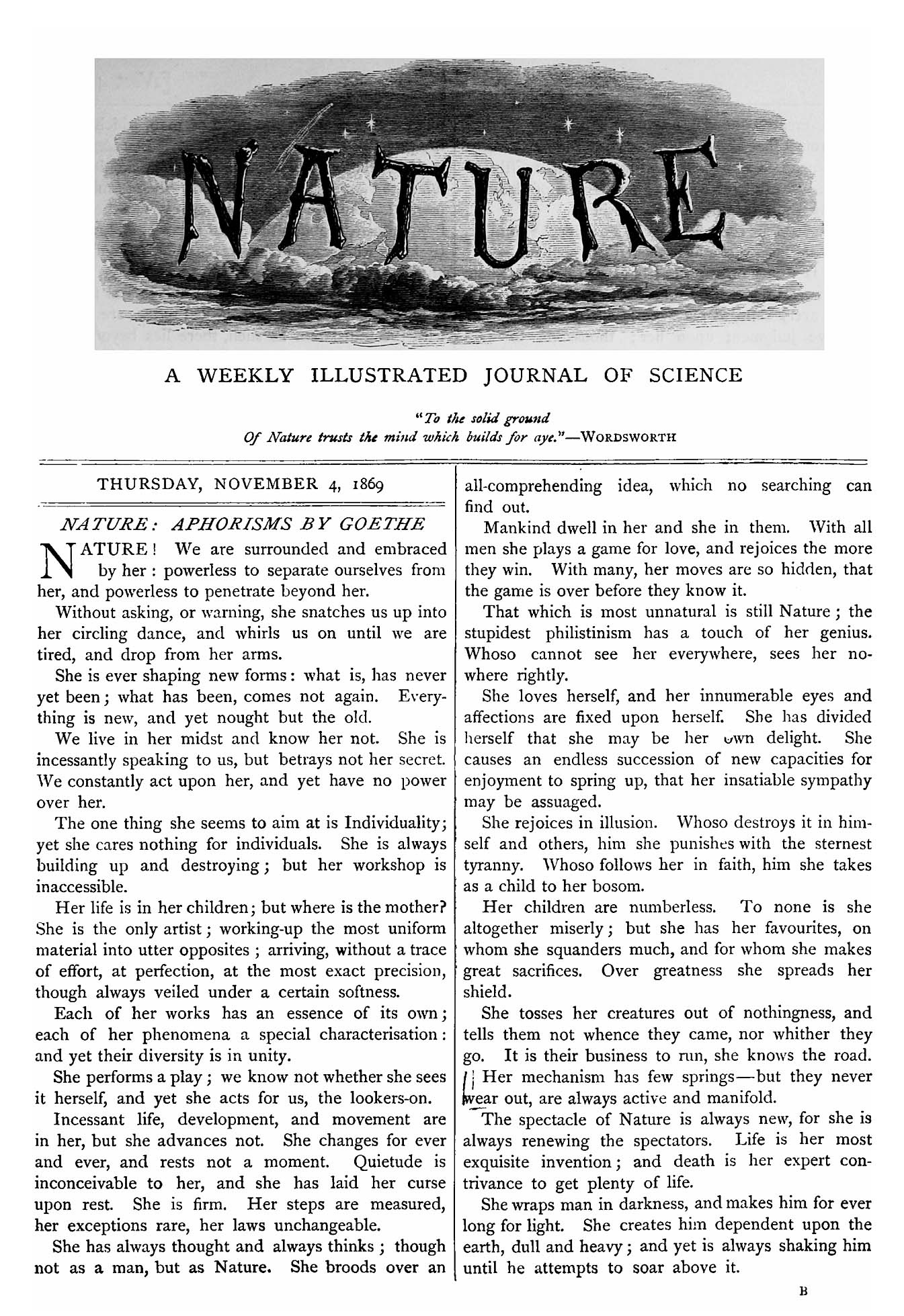
Primera portada de la revista Nature, usada com a criteri bibliomètric per classificar les universitats

## Criteris objectius bibliomètrics
Aquests són alguns dels criteris objectius basats en la bibliometria més comuns en l'elaboració de les classificacions, criteris que no provenen directament de les institucions avaluades i per això són més objectius i els resultats més rigorosos:
- Nombre de publicacions en revistes arbitrades i indexades de circulació internacional. Mesura la capacitat de generar coneixement nou.
- Nombre de cites als treballs publicats pels seus acadèmics. Mesura l'acceptació del coneixement generat per la institució, entre la comunitat acadèmica internacional.
- Nombre de publicacions en revistes d'alt impacte (per ex. Science, Nature). Estima la penetració del coneixement generat entre els cercles acadèmics considerats com a més rigorosos
- Nombre d'exalumnes guardonats amb premis internacionals (per ex., Premi Nobel, Medalla Fields). Mesura de manera indirecta la capacitat de la institució per generar estudiants amb un futur més brillant.
- Nombre d'acadèmics guardonats amb premis internacionals (per ex., Premi Nobel, Medalla Fields). Similar a l'anterior, però en aquest cas mesura la qualitat del coneixement generat i transmès als estudiants.
- Nombre i volum de continguts de tipus acadèmic en internet. Mesura la capacitat de distribuir coneixement, el seu impacte i reconeixement, fent ús de les tecnologies informàtiques modernes.

## Criteris objectius no-bibliomètrics
Aquests són els criteris basats en informacions que proporcionen les universitats a discreció. Per tant, són potencialment subjectes a manipulació, ja que no sempre són verificables. Molta d'aquesta informació és considerada "reservada" i per això les classificacions basades en ella no són del tot reproduïbles. Aquestes mesures no estimen tant l'impacte i qualitat de les institucions, sinó més aviat la seva infraestructura, pressupost i riquesa; alguns exemples són:
- Nombre d'estudiants matriculats.
- Relació entre el nombre d'estudiants graduats/estudiants matriculats.
- Nombre d'acadèmics amb doctorat.
- Nombre i tipus de cursos impartits.
- Nombre de postgraus registrats en padrons de qualitat.
- Nombre de títols ISBN a les biblioteques.
- Nombre de subscripcions a revistes ISSN.

## Classificacions acadèmiques objectives
Aquests són alguns dels exemples més coneguts de classificacions basades majoritàriament en criteris objectius i realitzades per entitats reconegudes internacionalment:

### Shanghai Jiao Tong University Ranking
És una de les classificacions més conegudes mundialment, es tracta d'un llistat recopilat per un grup d'especialistes en bibliometria de la Universitat Jiao Tong de Shanghai, a la Xina. Aquest llistat inclou les principals institucions d'educació superior del món i són ordenades d'acord amb una fórmula que té en compte:
- el nombre de guardonats amb el Premi Nobel (10%),
- els guanyadors de la Medalla Fields (20%),
- el nombre d'investigadors molt citats en 21 temes generals (20%),
- el nombre d'articles publicats en les revistes científiques Science i Nature (20%),
- l'impacte dels treballs acadèmics registrats en llistat del Science Citation Index (20%),
- les dimensions de la institució.

En la llista del 2006, les tres universitats millors classificades d'entre les primeres 500 del món són:
| Lloc (2006) | Universitat              | País         | Puntuació |
| 1           | Universitat Harvard      | Estats Units | 100.0     |
| 2           | Universitat de Cambridge | Regne Unit   | 72.6      |
| 3           | Universitat Stanford     | Estats Units | 72.5      |
Cal observar la distància tan gran entre la primera (Harvard) i la segona (Cambridge) de 27,4 punts. Si s'analitza la llista, veiem que Harvard supera en gairebé 40 punts a la setena (Colúmbia 61,8), i ja uns 50 amb la tretzena (Califòrnia-Sant Diego).
La llista completa de les 500 universitats es pot veure en els següents enllaços: 
- Top 500 World Universities (1-100)
- Top 500 World Universities (102-200) Arxivat 2007-06-10 a Wayback Machine.
- Top 500 World Universities (201-300) Arxivat 2007-05-28 a Wayback Machine.
- Top 500 World Universities (301-400) Arxivat 2007-07-16 a Wayback Machine.
- Top 500 World Universities (401-500) Arxivat 2008-09-14 a Wayback Machine.

Per consultar el rànquing d'anys anteriors podeu anar als següents enllaços:
- 2003: Academic Ranking of World Universities - 2003 Arxivat 2007-06-02 a Wayback Machine.
- 2004: Academic Ranking of World Universities - 2004 Arxivat 2010-05-25 a Wayback Machine.
- 2005: Academic Ranking of World Universities - 2005 Arxivat 2007-05-19 a Wayback Machine.

### The Times World University Ranking
El dari britànic The Times publica un suplement anomenat Higher Education Supplement (THES) que és una classificació acadèmica amb una metodologia objectiva i amb les següents valoracions:
- 60% a la "qualitat de la investigació",
- 10% a la capacitat que un graduat entri al mercat laboral,
- 10% a la "presència internacional"
- 20% al quocient estudiants/acadèmics.

| Lloc (2014) | Lloc (2013) | Lloc (2012) | Universitat                       | País         | Puntuació |
| 1           | 1           | 1           | Institut Tecnològic de Califòrnia | Estats Units | 94,3      |
| 2           | 2           | 4           | Universitat Harvard               | Regne Unit   | 93,3      |
| 3           | 3           | 3           | Universitat d'Oxford              | Regne Unit   | 93,2      |

### Classificació webomètrica del CSIC
Aquesta classificació (Ranking web of universities) la realitza el Cybermetrics Lab, un grup de recerca adscrit al Centro de Ciencias Humanas y Sociales del Consell Superior d'Investigacions Científiques (CSIC) d'Espanya. La classificació es construeix a partir d'una base de dades que inclou al voltant d'11.000 universitats i més de 5.000 centres d'investigació i mostra les 3.000 institucions més ben situades.
La metodologia bibliomètrica té en compte el volum de continguts publicats en la web, així com la visibilitat i impacte d'aquests continguts d'acord amb els enllaços externs que enllacen amb les seves webs. Aquesta metodologia està basada en l'anomenat "Factor-G" que avalua objectivament la importància de la institució dins de la xarxa social de llocs d'universitats en el món.
Segons, aquest rànquing, les cinc universitats d'arreu del món que queden més ben posicionades són:
| Posició (2018) | Universitat                                 | País         |
| 1              | Universitat Harvard                         | Estats Units |
| 2              | Universitat Stanford                        | Estats Units |
| 3              | Massachusetts Institute of Technology (MIT) | Estats Units |
| 4              | Universitat d'Oxford                        | Regne Unit   |
| 5              | Universitat de Califòrnia, a Berkeley       | Estats Units |

### Classificació de la Comunitat Europea
La Comunitat Europea té la seva pròpia metodologia, amb la qual elabora una llista de les 22 universitats exclusivament europees més rellevants, que es basa en l'impacte de la producció científica.
Les tres millors classificades d'Europa són:
| Lloc (2004) | Nombre de publicacions  | Nombre de citacions     | Impacte                      |
| 1           | Universitat de Londres  | Universitat de Londres  | Universitat de Cambridge     |
| 2           | Universitat de París VI | Institut Karolinska     | Universitat d'Eindhoven      |
| 3           | Politècnic de Milà      | Universitat de París VI | Universitat Tècnica de Múnic |

### Classificació d'Universia
Universia és un portal d'Internet per als universitaris iberoamericans que publica un estudi bibliomètric per a les universitats i instituts d'investigació d'aquesta regió. La seva metodologia està basada en el nombre de publicacions arbitrades que estan registrades en la base de dades del Science Citation Index
Les tres millors classificades d'Hispanoamèrica, Espanya inclosa, per producció total són:
| Lloc (2006) | Puntuació | Institució               | País      |
| 1           | 59595     | CSIC                     | Espanya   |
| 2           | 25503     | Universitat de Barcelona | Catalunya |
| 3           | 24565     | UNAM                     | Mèxic     |

### Classificació segons el "World Ranking Universities"
| Lloc (2006) | Universitat          | País         |
| 1           | MIT                  | Estats Units |
| 2           | Universitat Stanford | Estats Units |
| 3           | Universitat Harvard  | Estats Units |

### Classificació de l'Institut "Jozef Stefan"
Aquesta classificació l'elabora l'Institut Jozef Stefan d'Eslovènia i proporciona una classificació de totes les universitats del món basant-se en un refinament de la metodologia de la Universitat Jiao Tong de Shanghai. El criteri més important que s'empra en aquesta classificació és la proporció entre la presència de les institucions en dues de les bases de dades bibliomètriques més importants del món, el Science Citation Index i el Scopus.

## Classificacions més subjectives
Aquestes classificacions són productes d'apreciacions subjectives i no estan basades necessàriament en mètodes bibliomètrics o científics clars i reflecteixen moltes vegades les mitjanes de les opinions d'enquestats que poden ser individus no necessàriament amb títols acadèmics o amb coneixement del conjunt de les universitats del món.
Moltes vegades aquests estudis són publicats per encàrrec de les mateixes universitats amb l'objectiu de realitzar publicitat en determinats èpoques. Un dels més coneguts és el U.S. News & World Report College and University rànquings el qual ha rebut tota mena de crítiques per ser subjectiu i predicible. Segons el diari San Francisco Chronicle, "la millor universitat nord-americana d'acord amb aquest tipus d'estudis és la més rica".
Aquests estudis també han estat criticats per moltes altres institucions entre les quals destaquen la Universitat Stanford, el New York Times (). A Espanya, publicacions amb classificacions d'aquest tipus les edita el diari El Mundo.
Aquests estudis sovint sorgeixen perquè els anteriors estan massa esbiaixats cap a les ciències (sobretot per les fonts de refèrencia usades, per la qual cosa la majoria d'estudis humanístics no compten gaire en el total